# 道森機場劫機事件
道森機場劫機事件是發生於1970年9月6日的一系列劫機事件，四架飛往紐約的民航飛機和一架飛往倫敦的民航機被解放巴勒斯坦人民阵线（下稱“人陣”）成員劫持至人陣的“革命機場”。截至事件平息，一名劫機者被殺，還有一人受傷。
- 由法蘭克福起飛的環球航空741號班機（波音707）及由蘇黎世機場起飛的瑞士航空100號班機（道格拉斯DC-8）最先被劫持至約旦扎尔卡附近沙漠中的一個機場，即曾為英國皇家空軍基地的道森機場。[1][2]

- 由阿姆斯特丹起飛的以色列航空219號班機由另一架波音707執行，遭劫機未遂。劫機者帕特里克·阿圭羅（英语：Patrick Argüello）被射殺，其同夥萊拉·哈立德（英语：Leila Khaled）亦被制服，並被押往倫敦。兩名未能登上以航班機的人陣成員轉而劫持泛美航空93號班機（一架波音747），令這架大型客機首先飛往貝魯特，然後飛往開羅，而不是較小的道森機場。

- 第五架被劫持的飛機即英國海外航空775號班機（一架由巴林起飛的維克斯VC10），該機於9月9日被一名同情人陣的人士劫持至道森機場，劫機者以此逼迫英方釋放哈立德。

310名人質中，多數被轉往安曼並於9月11日被釋放，而機組人員及猶太乘客被人陣隔離，56名猶太人被扣留，其餘非猶太人則被釋放。9月12日，人陣在其宣佈的最後期限前炸毀遭劫的飛機，以應對可能來臨的反擊。
人陣在約旦領土的活動是巴勒斯坦阿拉伯人獨立勢力在约旦增長的又一例證，這對侯赛因·本·塔拉勒的哈希姆家族統治造成了嚴峻的挑戰。侯賽因於9月16日宣佈戒严，並在9月17日至9月27日之間派兵進入巴勒斯坦控制區，這段時間後來被稱為“約旦黑色九月”，幾乎引發涉及敘利亞、伊拉克、以色列的局部戰爭，並產生全球性後果。
9月30日，在釋放哈立德及被關押在瑞士的三名人陣成員這一條件下，其餘人質被釋放。

## 劫機經過

### 以色列航空219號班機
以色列航空219號班機由一架生產序列號18071/216，註冊編號4X-ATB的波音707執行，由特拉維夫飛往紐約，載有138名乘客和10名機組人員。該班機在荷蘭阿姆斯特丹經停，起飛後被尼加拉瓜裔美國人帕特里克·阿圭羅和巴勒斯坦人萊拉·哈立德劫持。
人陣原計劃安排四名劫機者登上以航班機，但其中兩人在阿姆斯特丹試圖登機時被以色列安保人員攔下，這兩人持有連號的塞内加尔護照。他們在被拒登機後購買泛美航空93號班機的頭等艙機票，隨後將該班機劫持。

阿圭羅和哈立德假扮夫妻，在行李通過安檢之後持洪都拉斯護照登機，並坐在這架波音707客機經濟艙的第二排。飛機接近英國海岸線時，二人持槍來到駕駛室，要求進入。哈立德2000年接受採訪時表示：
“……我們應該在起飛後半小時行動。我們站了起來，我拿著兩個手榴彈，對著大家把安全栓用牙咬下來。帕特里克也站了起來。同時，我們聽到了槍擊聲，在穿過頭等艙的時候又聽到人們在喊叫，但我沒看是誰在開槍，因為開槍者在後面。於是帕特里克告訴我‘往前走，我在後面保護你。’我就往前走，然後他找到了一名空姐，她準備抓住我的腿。於是我衝向駕駛艙，但駕駛艙門關上了，所以我喊‘開門’，那位空姐也來了，她說‘她有兩個手榴彈’，但飛行員不肯打開駕駛艙門，然後我突然威脅他們要炸毀飛機。我就喊‘我數著，如果你們不開門，我就會把這架飛機炸了。’”

機長尤里·巴列夫（Uri Bar Lev）通過內部通話系統得知飛機遭劫持後，決定拒絕答應劫機者的要求：
“我決心制止這次劫機。安全員正坐在那裡準備衝上前去，我告訴他我將讓這架飛機進入負重力模式，這樣每個人都會下墜。當你在負重力模式下駕駛飛機時，飛機就好像一台下墜的電梯。飛機後來開始俯衝，每個站著的人都摔了下去。”
巴列夫操縱飛機大角度俯衝，使得兩個劫機者失去平衡。阿圭羅被報把他僅有的手榴彈扔向了飛機過道，但這枚手榴彈沒有爆炸，他自己在舉起手槍後也被一名乘客用威士忌瓶子砸中頭部。阿圭羅開槍射擊男乘務員施洛莫·維德（Shlomo Vider），其後據乘客和以色列安保人員所說，阿圭羅被空中警察開槍擊中。阿圭羅的同夥哈立德被安保人員和乘客合力制服，飛機也在倫敦希斯路機場緊急降落。哈立德隨即聲稱阿圭羅在劫機失敗後背部被射中四次。乘務員維德在接受緊急手術後康復。而阿圭羅在將他和哈立德送往希靈登醫院的救護車上死亡，哈立德隨即被英國政府逮捕。

#### LY219機上人員國籍
| 國籍   | 乘客 | 機組 | 合計 |
| ------ | ---- | ---- | ---- |
| 以色列 | 118  | 10   | 128  |
| 荷蘭   | 10   | 0    | 10   |
| 美国   | 10   | 0    | 10   |
| 總計   | 138  | 10   | 148  |

### 環球航空741號班機
環球航空741號班機由一架生產序列號18917/460，註冊編號N8715T的波音707執行，是一個環球航班，載有144名乘客和11名機組人員。當天，該班機由特拉維夫經雅典、法蘭克福飛往紐約，在法蘭克福-紐約段遭劫持。741號班機的乘務長魯迪·斯溫克斯在接受採訪時回憶：“我看見一個乘客跑向頭等艙。我追著他跑，他從頭等艙走到駕駛艙後即向後轉，舉槍對著我，叫我趕緊回去。於是，我躲在了頭等艙的艙壁後面。”
飛機在當地時間晚6時45分降落在道森機場。劫機者控制了飛機，聲稱：“我是你們的新機長。本航班已被解放巴勒斯坦人民陣線控制，我們將帶您前往一個友好的國家，那裡有友好的民眾。”
這架1965年首飛的波音707於9月13日在道森機場被炸毀。

#### TW741機上人員國籍
| 國籍   | 乘客 | 機組 | 合計 |
| ------ | ---- | ---- | ---- |
| 西德   | 16   | 2    | 18   |
| 希腊   | 2    | 0    | 2    |
| 以色列 | 55   | 0    | 55   |
| 義大利 | 1    | 0    | 1    |
| 荷蘭   | 1    | 0    | 1    |
| 英国   | 18   | 0    | 18   |
| 美国   | 51   | 9    | 60   |
| 總計   | 144  | 11   | 155  |

### 瑞士航空100號班機
瑞士航空100號班機是一架從蘇黎世飛往紐約的定期班機，當天由一架1963年製造、註冊編號為HB-IDD的道格拉斯DC-8-53執行，載有143名乘客和12名機組人員，同樣被人陣成員劫持至道森機場，飛機於9月13日被炸毀。

#### SR100機上人員國籍
| 國籍   | 乘客 | 機組 | 合計 |
| ------ | ---- | ---- | ---- |
| 法國   | 3    | 0    | 3    |
| 西德   | 25   | 0    | 25   |
| 以色列 | 20   | 0    | 20   |
| 瑞士   | 57   | 10   | 67   |
| 美国   | 26   | 0    | 26   |
| 總計   | 141  | 10   | 151  |

### 泛美航空93號班機
泛美航空93號班機由一架生產序列號19656/34，註冊編號N752PA的波音747執行，載著136名乘客和17名機組人員由布魯塞爾經阿姆斯特丹飛往紐約。兩名試圖劫持以色列航空219號班機的男子在被拒絕登機後購買這架泛美班機的頭等艙機票，登上了PA93班機並將其劫持。

乘務長約翰·費魯喬回憶：
“我們在阿姆斯特丹準備起飛時，飛機突然在跑道中間停下，機長普利迪把我叫到駕駛艙，說‘我準備跟你說幾句話’。我走進駕駛艙，機長說道：‘機上有兩個名字分別為迪奧普和古耶的乘客，去乘客名單里找他們吧，因為我準備跟他們談談。’於是，普利迪機長讓那兩個人坐在那裡，拍了拍他們兩個。他們持有放著手榴彈和0.25英寸口径手槍的聚苯乙烯泡沫塑料飯盒，但我們後來才知道。”
劫機者脅迫飛行員將飛機降落在貝魯特加油，並有另外七名劫機同夥登機，這些劫機者持有足以將整架波音747炸毀的炸藥。劫機者隨即在不確定道森機場能否容納波音747的情況下將飛機劫持至開羅。費魯喬乘務長帶領機上乘客及機組人員全部逃生。機上人員全部逃離幾秒鐘後，這架機齡僅5個月、累計飛行1125小時的波音747在開羅被炸毀，成為最短命的波音747。費魯喬在飛機降落時對乘客的指示被一名乘客錄音，並且在全国公共广播电台的一次報道中播出。

#### PA93機上人員國籍
| 國籍       | 乘客 | 機組 | 合計 |
| ---------- | ---- | ---- | ---- |
| 比利时     | 25   | 0    | 25   |
| 法國       | 25   | 0    | 25   |
| 西德       | 10   | 0    | 10   |
| 印度尼西亞 | 2    | 0    | 2    |
| 荷蘭       | 35   | 3    | 38   |
| 英国       | 2    | 0    | 2    |
| 美国       | 23   | 14   | 37   |
| 總計       | 138  | 17   | 155  |

### 英國海外航空775號班機
英國海外航空775號班機是一架由孟買經巴林、貝魯特飛往倫敦的VC10（註冊編號G-ASGN），9月9日在從巴林機場起飛後被一名同情人陣的人士劫持至道森機場，成為第五架在此次事件中遭劫的客機。劫機者試圖以此向英方施壓，要求釋放萊拉·哈立德。飛機於9月12日被炸毀。
BA775號班機從貝魯特起飛的畫面被百代新聞收錄。

#### BA775機上人員國籍
| 國籍       | 乘客 | 機組 | 合計 |
| ---------- | ---- | ---- | ---- |
| 阿尔巴尼亚 | 5    | 0    | 5    |
| 丹麦       | 15   | 0    | 15   |
| 法國       | 25   | 0    | 25   |
| 西德       | 5    | 0    | 5    |
| 印度       | 4    | 0    | 4    |
| 英国       | 25   | 9    | 34   |
| 美国       | 21   | 0    | 21   |
| 總計       | 105  | 9    | 114  |

## 複述
一些不願透露姓名的乘客後來回憶了他們被扣期間的經歷。
乘客1：“我當時在飛機前被阿拉伯人當做人質扣留。他們不相信我是美國公民，因為護照上顯示我兩週前在以色列。他們認為我和以色列軍方有關聯，在飛機前面用槍口指著我。”
乘客2：“……然後他們被告知我們正被劫持至貝魯特，最初我們也知道，所有人都要保持冷靜，按他們說的去做。”
乘客3：“飛機在機場降落，我們下了飛機，他們似乎告訴機長我們有三分鐘的時間撤離；但我不覺得如此，認為他們把飛機前部炸掉的時候還有一些人在飛機上。他們在飛機前後佈滿了炸彈。他們之前在貝魯特把20千克的塑膠炸藥或是其他炸藥帶上了飛機。”

## 沙漠中情況
1970年9月7日，劫機者在他們所謂的“革命機場”即道森機場對60名媒體記者召開了新聞發佈會。約125名人質被轉送往安曼，人質中的美國、以色列、瑞士和西德公民則被扣留在飛機上。乘客中的猶太人亦被扣留。來自紐約的乘客萊夫克·伯科維茨在2006年接受採訪時回憶：“劫機者四處走動，詢問人們的宗教信仰，我說我是猶太人。”人質中的另一名猶太人，16歲的芭芭拉·曼希被告知她是“一名政治犯”。
餘下的乘客和機組人員在記者面前集中時，解放巴勒斯坦人民陣線的部分成員（包括巴萨姆·阿布·沙里夫）對記者發表了聲明。沙里夫稱，這一系列劫機行動的目標是“以這些人質為交換條件釋放我們的所有關押在以色列的政治犯”。

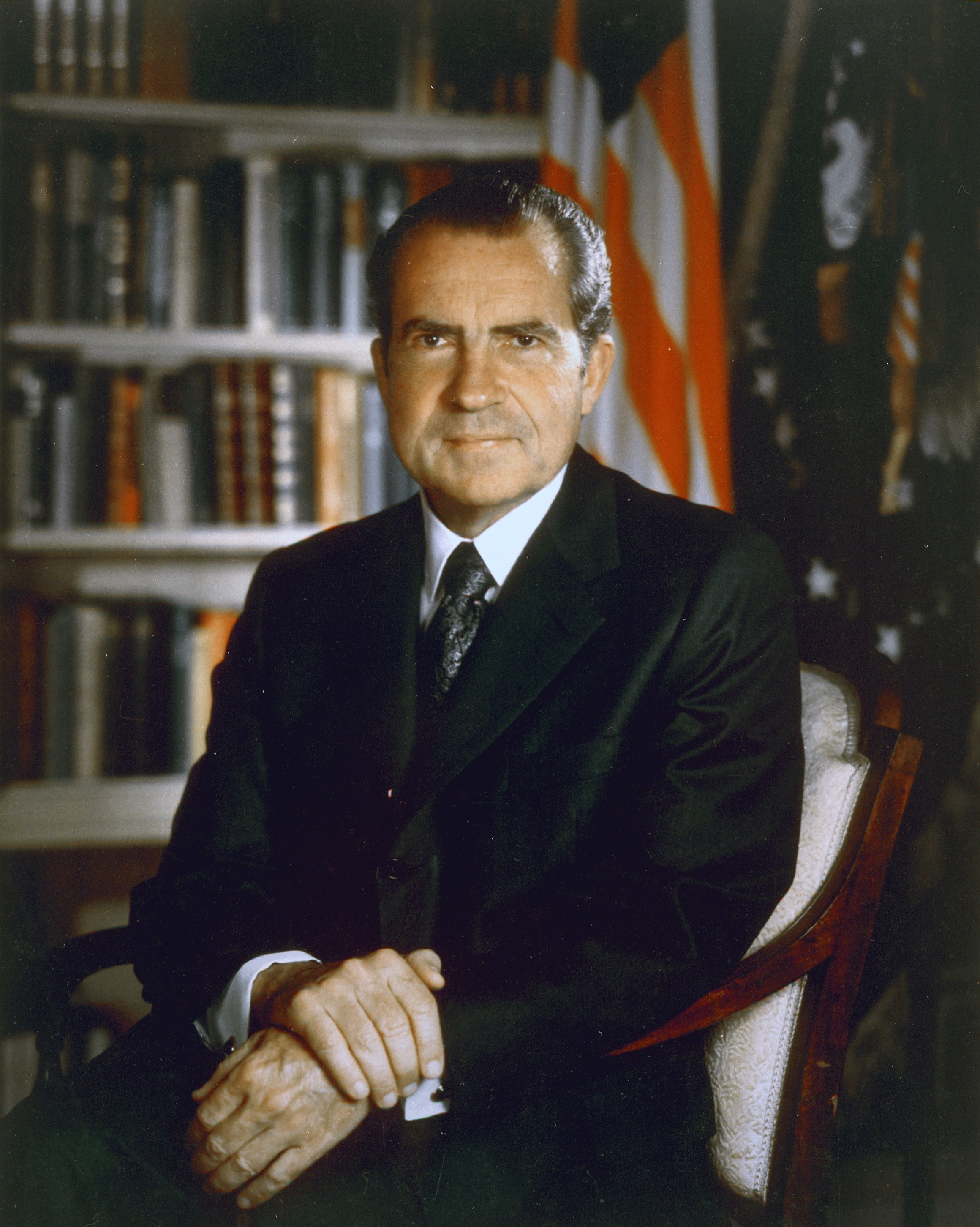
美國總統理查德·尼克松針對此次劫機事件發起了軍事行動。

美國總統理查德·尼克松於9月8日與其顧問會面，命令國防部長梅尔文·莱尔德轟炸在約旦的“人陣”據點。第82空降師進入戒備狀態，美國海軍第六艦隊出海備戰，軍機亦前往土耳其準備可能的軍事打擊。

而英國首相爱德华·希思決定與劫機者談判，最終同意釋放哈立德，以交換人質。此舉被美方嚴厲批評：
“倫敦和華盛頓間的緊張氣氛在外交及聯邦事務部高官丹尼斯·格林希爾爵士與白宮高級助手約瑟夫·西斯科間一番尖刻的電話通話中體現：‘我認為你們的政府可能會十分謹慎地考慮國內可能發出的針對你們此舉的反對聲浪。’格林希爾回答：‘他們的確這麼做了，喬，但國內也有另一種聲音，認為以色列如果不插手……我們的人質就會被殺害。你可以想想這樣會多麼糟糕，如果最後證明我們本可以讓這些人質獲釋，但因為你們的頑固，所以……我的意思是他們會說，你為什麼不試著去做呢？’”
9月9日，联合国安全理事会在286號決議中要求釋放人質。 次日，解放巴勒斯坦人民陣線與約旦軍隊在關押125名婦女和兒童的安曼洲際酒店爆發了衝突，約旦進入全面內戰的邊緣。飛機於9月12日被炸毀一事更暴露了約旦政府在巴勒斯坦控制區無能為力的事實。巴勒斯坦方面聲稱伊爾比德為“解放領土”，以衝擊約旦國王侯賽因的統治。
9月13日，英國廣播公司國際頻道以阿拉伯語播發了英國政府為解救人質釋放哈立德的聲明。
根據美国国务卿亨利·基辛格所說，“這時也不知是（美國的）準備措施給予（侯賽因國王）的精神鼓舞還是他陷入了絕望境地，侯賽因決定跟巴勒斯坦人全面對抗。”
敘利亞和伊拉克與苏联有關聯，且威脅將插手巴勒斯坦與約旦間的任何對抗，引發了複雜的國際危機。英國方面的文件顯示，約旦國王侯賽因要求英美兩國允許以色列轟炸可能進入約旦支援巴勒斯坦的敘利亞軍隊。當一輛敘利亞坦克跨越國境，以色列出動戰機飛越該區域上空以示警告。

## 後續事件

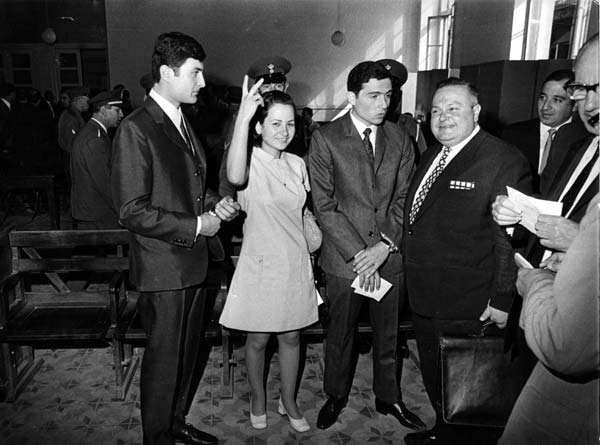
莱拉·哈立德（左二）

約旦國王侯賽因於9月16日宣佈戒严，並採取了軍事行動，引發的衝突被稱為“約旦黑色九月”，巴勒斯坦解放組織的最大派別法塔赫在此事件後結成了名為黑色九月的秘密恐怖組織，後來發動了一系列報復行動，如1972年夏季奥林匹克运动会期間的慕尼黑惨案。

事發當時被當作人質扣留的大衛·拉伯描述了約旦方面的軍事行動：
“由於阿什拉法耶是約旦陸軍的首要打擊目標，我們正處於炮擊中心。這裡供電中斷，我們的食物和水也很少。週五下午，我們聽見了坦克在人行道上碾壓的聲音，於是躲進了一個房間，然後游擊隊員推開了門，以使得這座建築看起來像是被廢棄一樣，這樣就不會遭到攻擊。突然，炮擊停止了。”

危機開始兩週後，餘下的人質從安曼周邊被解救，萊拉·哈立德及其他“人陣”囚犯亦被釋放。人質被解救後乘機飛往塞浦路斯，隨即飛往羅馬-菲烏米奇諾機場，並於9月28日受正在訪問意大利和梵蒂岡的美國總統尼克松接見。尼克松當天對記者複述了自己曾對獲釋人質所說的話：
“由於他們的經歷……未來減少劫機的可能性大幅提升了，因為國際社會已經被這些事件激怒了。現在我們不僅在民航飛機上安排了經過動員的安保人員，而且正在發展一些機構……以便確認可能的劫機者沒有把武器或爆炸物帶上飛機。”
事件期間，尼克松於9月11日啟動了應對劫機的計劃，包括立即組織100名聯邦特工在美國的民航飛機上擔任空中警察。尼克松也表明，美國國防部和交通部正在考慮將當時軍用的X射线裝置投入民用。
“人陣”官方數年後拒絕為他們的階級行動承擔責任，儘管其數名成員和數個下屬組織繼續實施劫機及其他暴力行動。

## 相關紀錄片
2006年，伊蘭·齊夫在公共电视网《美國印象》節目的《恐怖劫機》（Hijacked）中敘述了此次劫機事件的經過，這一集由齊夫編寫並導演，於2006年2月26日首播。該節目包括了事件的資料畫面，以及對劫機者、人質、當時參與發佈會的記者、相關政治人物的採訪。

## 延伸閱讀
- Arey, James A. The Sky Pirates. New York: Charles Scribner's Sons, 1972.
- Carlton, David.  The West's Road to 9/11. Resisting, Appeasing and Encouraging Terrorism since 1970. Palgrave Macmillan.  3 April 2006.  ISBN 1-4039-9608-3 Cites the Western capitulation to the Dawson's field hijackings as the rise of modern terrorism.
- Phillips, David. Skyjack: The Story of Air Piracy. London: George G. Harrap, 1973.
- Raab, David. Terror in Black September: The First Eyewitness Account of the Infamous 1970 Hijackings. New York: Palgrave Macmillan, 2007. ISBN 1-4039-8420-4.
- Snow, Peter, and David Phillips. The Arab Hijack War: The True Story of 25 Days in September 1970. New York: Ballantine Books, 1971.

## 外部連結
- 公共电视网《美國印象》 （页面存档备份，存于）中關於此劫機事件的一集《恐怖劫機》，2006年2月26日首播
- 互联网电影数据库（IMDb）上《恐怖劫機》的资料（英文）
- BBC報道此事件30年後解密的相關文件 （页面存档备份，存于）
- 對萊拉·哈立德的採訪
- 黑色九月的恐怖 （页面存档备份，存于）
- 巴薩姆·阿布·沙里夫的網站，包括遭劫飛機的照片
- 1970年9月21日《時代周刊》封面“空中海盜”（"Pirates in the Sky"） （页面存档备份，存于）
- 英國廣播公司1970年9月發自安曼的報道 （页面存档备份，存于）
- 美国国家公共电台 （页面存档备份，存于）關於沃尔特·克朗凯特回憶錄的廣播節目
- 合众独立新闻社（UPITN）關於炸毀飛機畫面的文章 （页面存档备份，存于）
- 百代新聞對此事件的未剪輯影像資料 （页面存档备份，存于）